# Emil Bækhøj
Emil Bækhøj Halvorsen, né le 18 avril 1994 à Aarhus, est un coureur cycliste danois. Il est notamment devenu champion du Danemark sur route espoirs en 2014.

## Palmarès et résultats

### Palmarès par année
- 2014
  -  Champion du Danemark sur route espoirs
- 2015
  - 3e du championnat du Danemark du contre-la-montre par équipes

### Classements mondiaux
| Année           | 2015   |
| --------------- | ------ |
| UCI Europe Tour | 1 173e |